# Ascoparia secunda
Ascoparia secunda är en plattmaskart som beskrevs av Wolfgang Sterrer 1998. Ascoparia secunda ingår i släktet Ascoparia och familjen Ascopariidae. Inga underarter finns listade i Catalogue of Life.